# Palazzo Capano
Il Palazzo Capano è un edificio di valore storico e architettonico di Napoli, situato in Salita Tarsia.
Quest'edificio, sito alle spalle del più noto Palazzo Spinelli di Tarsia, venne eretto probabilmente nella prima metà del XVII secolo. Nel censimento dell'area del Limpiano effettuato da Onofrio Tango nel 1657 risultava di tale S. De Martino; mentre nel 1732 apparteneva alla famiglia nobiliare dei conti Capano.
Il palazzo ha una conformazione particolare, in quanto presenta al fianco del palazzo vero e proprio un corpo basso dove si apre il portale in piperno a bugne sulla cui sommità è collocato un antico stemma bipartito. Dietro questo corpo basso vi è il cortile nel quale vi è una parte porticata che copre anche la scala e che conduce al giardino posto più in alto.
Nel XIX secolo ci abitò l'architetto Gaetano Genovese.
Nel 2022 è stato restaurato e ritinteggiato il prospetto principale su Salita Tarsia.